# Cyphon sulcicollis
Cyphon sulcicollis là một loài bọ cánh cứng trong họ Scirtidae. Loài này được Mulsant & Rey miêu tả khoa học năm 1865.